# Amlaíb mac Sitriuc II
Amlaíb mac Sitriuc II ("Amhlaeibh, figlio di Sitric", o Olaf Sigtryggsson) (... – 1034) è stato il figlio del Re di Dublino vichingo-gaelico Sigtrygg Barba di Seta, uno dei membri della dinastia Uí Ímair.
Tra i suoi antenati vi erano Brian Boru, Amlaíb Cuarán e Gormflaith, figure importanti dell'Irlanda medievale. Fu riscattato dai gaelico Re di Brega, ed in seguito ucciso in Inghilterra dagli Anglosassoni durante un pellegrinaggio a Roma nel 1034. Alcuni suoi discendenti divennero in seguito Re di Gwynedd in Galles.

## Biografia

### Famiglia
Amlaíb era il figlio del re di Dublino, Sigtrygg Barba di Seta (m. 1042), e della moglie Sláine, figlia del Re del Munster e Alto Re di Irlanda, Brian Boru (m. 1014), e della sua prima moglie. Il nonno paterno era Olaf Cuarán (m. 981), potente Re di York e di Dublino. La moglie di Olaf era Gormflaith (m. 1030), una "bella, potente ed intrigante donna irlandese" che in seguito si risposò con Boru nello stesso periodo in cui Sigtrygg sposò Sláine.
Amlaíb ebbe quattro fratellastri: Artalach (m. 999), Oleif (m. 1013), Godfrey (m. 1036) e Glúniairn (m. 1031). Oleif fu ucciso subito dopo aver dato fuoco alla città vichinga di Cork. Glúniairn fu ucciso dagli uomini di Sud Brega nel 1031. Godfrey fu ucciso in Galles, forse da un cugino di primo grado. Ad Amlaíb sopravvisse la sorellastra Cellach, la quale morì nel 1042, nello stesso mese del padre.

### Politica
Nel 1027, dopo la morte di Máel Sechlainn avvenuta nel 1022 ed i tumulti che accompagnarono la successiva corsa al trono di Alto Re delle Province Irlandesi, Sigtrygg Silkbeard fu obbligato a stringere una nuova alleanza con gli uomini di Brega. Amlaíb si unì a Donnchad di Brega in un raid contro Staholmock, nella contea di Meath. L'esercito di Sigtrygg e Donnchad fu sconfitto dagli uomini di Meath guidati da re Roen Ua Mael Sechlainn. Sigtrygg volle combattere una nuova battaglia, il che avvenne a Lickblaw, dove Donnchad e Roen furono uccisi.
Nel 1029 Amlaíb fu fatto prigioniero dal nuovo re di Brega, Mathghamhain Ua Riagain, il quale pretese un riscatto di 1200 mucche. Secondo altre clausole dell'accordo furono pagati altri 140 cavalli britannici, 60 once di oro ed argento, "la spada di Carlus", gli ostaggi irlandesi di Leinster e Leath Cuinn, "quattro ostaggi furono consegnati a Ua Riagain come assicurazione di pace, e l'intero valore della vita del terzo ostaggio". Aggiunti al totale, 80 mucche furono pagate all'uomo che aveva lavorato per rendere possibile il rilascio di Olaf. L'incidente illustra l'importanza del riscatto dei nobili catturati, come mezzo di manipolazione politica, aumentando le proprie entrate e rubando risorse al nemico. La richiesta di cavalli britannici suggerisce anche che Dublino fosse uno dei principali porti per l'importazione di cavalli nell'Irlanda dell'XI secolo, e che la famiglia di Amlaíb era coinvolta nel loro allevamento.
Secondo gli Annali dei Quattro Maestri del XVII secolo, Amlaíb mac Sitriuc "fu ucciso dai Sassoni" sulla strada di un pellegrinaggio verso Roma nel 1034. Sopravvisse una Ragnhild, che divenne madre di Gruffydd ap Cynan, da cui discesero i Re di Gwynedd.